# Pelsall
Pelsall – osada w Anglii, w hrabstwie West Midlands, w dystrykcie Walsall. Leży 4,4 km od centrum miasta Walsall, 16,8 km od miasta Birmingham i 178,6 km od Londynu. W 2011 miejscowość liczyła 11 505 mieszkańców. W 1951 roku civil parish liczyła 4954 mieszkańców. Pelsall jest wspomniana w Domesday Book (1086) jako Peleshale.